# Preußisches Verwaltungsblatt
Preußisches Verwaltungsblatt (abgekürzt PrVerwBl) war der Name einer juristischen Fachzeitschrift in Preußen.
Die Wochenschrift für Verwaltung und Verwaltungsrechtspflege in Preußen erschien ab 1879 / 1880 und wird nach Jahrgang und Seite zitiert. Mittlerweile trägt die Fachzeitschrift den Namen Deutsches Verwaltungsblatt.

## Einzelbelege
1. ↑  Zeitschriftenverzeichnis Rechtswissenschaft der Universität des Saarlandes
2. ↑  Meyers Konversationslexikon, Band 16 (Uralsk - Zz), Seite 167: Verwaltungsexekutive bis Verwandtschaft